# Cecidomyia albimana
Cecidomyia albimana är en tvåvingeart som först beskrevs av Johannes Winnertz 1853.  Cecidomyia albimana ingår i släktet Cecidomyia och familjen gallmyggor. Inga underarter finns listade i Catalogue of Life.